# Microhabitat
Microhabitat (en hangul, 소공녀; en hanja, 小公女; romanización revisada, So-gong-nyeo; literalmente, «Una pequeña princesa») es una película dramática surcoreana de 2017 escrita y dirigida por Jeon Go-woon y protagonizada por Esom y Ahn Jae-hong.

## Sinopsis
La trama se teje en torno a la vida de Miso, una mujer de treinta y tantos años que está dispuesta a renunciar a sus necesidades básicas para proteger lo que más atesora: los cigarrillos, el whisky y su novio.

## Reparto
- Esom como Miso;

Una exmúsica que ahora trabaja como ama de llaves que decide dejar su alojamiento debido al aumento del costo de vida.
- Ahn Jae-hong como Han-sol;

Un aspirante a dibujante de cómics en línea que no ha tenido mucho éxito, que es el novio de Mi-so.
- Choi Deok-moon como Kim Rok-yi;
- Kim Jae-hwa como Choi Jeong-mi;
- Kim Gook-hee como Jeong Hyeon-jeong;[3]
- Lee Sung-wook as Dae-yong;
- Kang Jin-ah como Choi Moon-yeong;
- Cho Soo-hyang como Min-ji;
- Kim Ye-eun como Jae-kyung.

## Producción
Microhabitat es el primer largometraje de Jeon. Fue producido por medio de la productora independiente Gwanghwamun Cinema, que Jeon fundó en 2013.

## Recepción
Durante las dos primeras semanas desde su estreno, Microhabitat había atraído a 46 000 espectadores.
Screen Anarchy destacó la actuación principal de Esom y calificó la película de «vibrante y divertida, pero siempre reflexiva y, a menudo, conmovedora.»
Los derechos de la película se han vendido a varios países asiáticos, incluidos Camboya, Indonesia, Laos, Malasia, Myanmar, Nepal, Filipinas, Singapur, Sri Lanka, Tailandia, Vietnam y China.

## Premios y nominaciones
| Premio                                                    | Categoría                                 | Destinatario | Resultado | Ref.          |
| --------------------------------------------------------- | ----------------------------------------- | ------------ | --------- | ------------- |
| 22.º Festival Internacional de Cine de Busan              | CGV Arthouse Award                        | Microhabitat | Ganadora  | [ 8 ]         |
| 54.º Baeksang Arts Awards                                 | Mejor director nuevo                      | Jeon Go-woon | Nominado  | [ 9 ]         |
| 43.º Festival de Cine Independiente de Seúl               | Premio de la audiencia                    | Microhabitat | Ganadora  | [ 10 ]        |
| 17.º Festival de Cine Asiático de Nueva York              | Tiger Uncaged Award for Best Feature Film | Microhabitat | Ganadora  | [ 10 ] [ 11 ] |
| 22.º Fantasia International Film Festival                 | AQCC-Camera Lucida Award                  | Microhabitat | Ganadora  | [ 12 ]        |
| 27.º Buil Film Awards                                     | Mejor actriz                              | Esom         | Nominada  | [ 13 ]        |
| 27.º Buil Film Awards                                     | Mejor director nuevo                      | Jeon Go-woon | Ganador   | [ 13 ]        |
| 55.º Grand Bell Awards                                    | Mejor director nuevo                      | Jeon Go-woon | Ganador   | [ 14 ] [ 15 ] |
| 55.º Grand Bell Awards                                    | Mejor guion                               | Jeon Go-woon | Ganador   | [ 14 ] [ 15 ] |
| 55.º Grand Bell Awards                                    | Mejor actriz                              | Esom         | Nominada  | [ 14 ] [ 15 ] |
| Festival de Cine de Los Ángeles                           | Mejor película                            | Microhabitat | Nominada  |               |
| 38.º Premios de la Asociación Coreana de Críticos de Cine | 11 mejores películas                      | Microhabitat | Ganadora  | [ 16 ]        |
| 38.º Premios de la Asociación Coreana de Críticos de Cine | Mejor director nuevo                      | Jeon Go-woon | Ganador   | [ 16 ]        |
| 39.º Blue Dragon Film Awards                              | Mejor actriz principal                    | Esom         | Nominada  | [ 17 ]        |
| 39.º Blue Dragon Film Awards                              | Mejor director                            | Jeon Go-woon | Ganador   | [ 17 ]        |
| 39.º Blue Dragon Film Awards                              | Mejor guion                               | Jeon Go-woon | Nominado  | [ 17 ]        |
| 19th 19.º Premios de la Crítica de Cine de Busan          | Mejor actriz                              | Esom         | Ganadora  |               |
| 18.º Director's Cut Awards                                | Mejor director de cine independiente      | Microhabitat | Nominada  |               |
| 18.º Director's Cut Awards                                | Mejor director nuevo                      | Jeon Go-woon | Nominado  |               |
| Premios Cine21                                            | Mejor director nuevo                      | Jeon Go-woon | Ganador   |               |
| 19.º Festival de Mujeres en el Cine de Corea              | Mejor guion                               | Jeon Go-woon | Ganador   |               |
| 6.º Wildflower Film Awards                                | Mejor director                            | Jeon Go-woon | Ganador   |               |
| 6.º Wildflower Film Awards                                | Mejor actriz                              | Esom         | Ganadora  |               |
| 24.º Chunsa Film Art Awards                               | Mejor actriz                              | Esom         | Nominada  |               |
| 24.º Chunsa Film Art Awards                               | Mejor director nuevo                      | Jeon Go-woon | Nominado  |               |